# Iliana Rupert
Pour les articles homonymes, voir Rupert.
Iliana Rupert, née le 12 juillet 2001 à Sèvres dans les Hauts-de-Seine, est une joueuse française de basket-ball évoluant au poste d'ailière forte.
Avec l'équipe de France, elle obtient la médaille d'argent européenne en 2019, 2021, une médaille de bronze en 2020 à Tokyo puis une médaille d'argent durant l'édition 2024 à Paris.

## Biographie
En juillet 2015, à l'âge d'à peine quatorze ans et formée à Coulaines (Sarthe), elle est une joueuse majeure de l'équipe de France minimes (15 ans et moins), dont elle vient de finir meilleure marqueuse (15 points, 7 rebonds, 7 interceptions) lors d'une victoire face à l'Allemagne (68-50). Elle choisit de porter le maillot no 12, l'ancien numéro de son père Thierry Rupert, un ancien joueur international de basket-ball décédé prématurément d'un problème cardiaque quand elle avait 11 ans. Formée au Pôle des Pays-de-la-Loire, après avoir débuté le basket à Pau, elle intègre le Centre fédéral de basket-ball en septembre 2015 avec un an d'avance en compagnie de Marine Fauthoux, elle aussi fille d'un ancien international Frédéric Fauthoux. Sa mère Elham Rupert et son frère Rayan Rupert (joueur pour les Portland Trail-Blazers) sont également des joueurs de basket.
Durant l'été 2016, elle est sélectionnée avec un an d'avance en équipe de France U16 dirigée par Julien Egglof, avec laquelle elle remporte une médaille de bronze : « J'avais un rôle de leader, notamment offensivement. Je rentrais dans le 5 majeur. Dans ma situation, on a envie de se dépasser et de tout donner pour son équipe ».
Elle est la pièce maîtresse d'une très forte équipe de France U16 qui remporte le Championnat d'Europe des moins de 16 ans 2017. Avec 13,7 points, 10,5 rebonds et 1,7 contre de moyenne en seulement 22 minutes de jeu, et la meilleure évaluation de la compétition avec 20,6, elle est la meilleure joueuse du tournoi avec un niveau encore haussé pendant la phase finale avec 16,3 points (à 59 % aux tirs), 11 rebonds et 2,3 contres de moyenne,.
Pas encore professionnelles, elle et sa coéquipière au Centre fédéral Marine Fauthoux sont invitées à participer comme partenaires d'entraînement au rassemblement de l'équipe de France en février 2018.
En mars 2018, alors qu'elle réalise une saison convaincante (12,2 points à 43,9% de réussite aux tirs (dont 31% à 3-points) et 7,2 rebonds pour 13,9 d'évaluation en 27 minutes) avec le Centre fédéral, elle s'engage pour sa première année professionnelle à seulement 17 ans avec le club de Bourges. Elle justifie son choix : « J'ai longtemps hésité entre Bourges et Lattes-Montpellier. J'ai choisi Bourges pour plusieurs raisons, notamment les infrastructures et le fait que le club participe à l'Euroligue et qu'il y possède un statut assez important. Je suis venue chercher ici la rigueur et la dureté dans le jeu pour me frotter au plus haut niveau dès maintenant. »
Avec l'équipe de France, elle est finaliste de la coupe du monde U17 2018 et est élue parmi les cinq meilleures joueuses du tournoi bien que selon son entraîneur Arnaud Guppillotte « elle a des problèmes de bassin qui engendrent des douleurs aux adducteurs (...) Elle ne s’entraînait qu'une fois sur deux, on a essayé de l'économiser (...) Contre l'Australie elle fait un très gros match, elle joue beaucoup, et en finale elle passe à côté parce qu'elle est cramée (...) Nous aurions aimé la voir en finale en pleine possession de ses moyens face à Aliyah Boston ».
Le 9 juin 2019, elle connait sa première sélection en équipe de France pour un match de préparation face à l'Ukraine. Elle inscrit 11 points à 100 % de réussite et effectue deux interceptions pour quatre balles perdues,. Elle est retenue dans la sélection devant disputer le Championnat d'Europe 2019.
Le 20 avril 2020, elle est désignée "Meilleure jeune joueuse" de l'Euroligue féminine 2019-2020. Elle s'est classée première d'un vote effectué par les entraîneurs et les médias, malgré le fait qu'elle soit arrivée au deuxième rang du vote des supporters. Rupert devance la tchèque Veronika Voráčková (USK Prague) et la lettone Vanesa Jasa (TTT Riga).
Iliana Rupert est sélectionnée au premier tour de la draft WNBA 2021, en 12e position par les Aces de Las Vegas.
Sélectionnée en équipe de France pour les Jeux olympiques, elle fait une entrée remarquée contre les États-Unis avec 11 points inscrits (4/5 aux tirs, 3/3 aux lancers-francs) et 2 rebonds en 14 minutes ; les Françaises sont finalement médaillées de bronze.
Lors de la saison 2021-2022, elle a des moyennes de 13,8 points et 6,5 rebonds en saison régulière et son club de Bourges finit 1er de cette dernière avec un bilan de 20 victoires et 2 défaites, ce qui lui vaut le titre de Meilleure joueuse du championnat. Cette même saison, elle remporte l'Eurocoupe et finit Meilleure joueuse du Final 4 avec des moyennes de 17 points, 8 rebonds et 2,5 interceptions pendant ce dernier. Elle remporte également le Championnat de France 2021-2022 en s'imposant face à l'ASVEL en finale. Juste après la finale, elle officialise aux micros de Sport en France aller jouer en WNBA pour l'été 2022 dans le franchise des Aces de Las Vegas qui l'a draftée ainsi que son départ de Bourges pour l'équipe italienne de la Virtus Bologne à partir de la saison 2022-2023.
Iliana Rupert remporte les Finales WNBA le 18 septembre 2022, au sein de l'effectif des Aces de Las Vegas. Elle devient alors la troisième joueuse française de l'histoire à obtenir ce titre, après Sabrina Palie en 2006 et Sandrine Gruda en 2016. Elle est donc la plus jeune Française à obtenir ce titre à seulement 21 ans.
Durant la draft d'expansion de 2024, elle est choisie par les Valkyries de Golden State, dont l'équipe est entraînée par l'ancienne assistante des Aces de Las Vegas Natalie Nakase. Elle décide de démarrer la saison WNBA 2025 après le championnat d'Europe.
En juillet 2025, elle signe un contrat de deux ans plus une saison en option avec le club turc de Fenerbahce à partir de la saison 2025-2026.

### Vie privée
Elle se marie civilement avec Mathis Dossou-Yovo, également basketteur professionnel, le 8 juillet 2025, après un mariage religieux le 29 décembre 2023.

## Statistiques

### États-Unis

#### WNBA

##### En saison régulière
| Champion WNBA | Gras/Meilleures performances | [ 27 ] |

| Saison | Équipe    | MJ | M5 | Min  | %T   | %3   | %LF  | Rb  | PD  | Int | Ctr | BP  | F   | Pts |
| ------ | --------- | -- | -- | ---- | ---- | ---- | ---- | --- | --- | --- | --- | --- | --- | --- |
| 2022   | Las Vegas | 17 | 0  | 13,1 | 46,3 | 36,8 | 33,3 | 2,3 | 0,9 | 0,4 | 0,0 | 0,5 | 2,1 | 3,8 |
| 2023   | Atlanta   | 20 | 0  | 7,9  | 35,3 | 27,3 | 62,5 | 2,0 | 0,5 | 0,4 | 0,4 | 0,5 | 1,1 | 1,8 |
| Total  | Total     | 37 | 0  | 10,3 | 42,0 | 33,3 | 54,5 | 2,1 | 0,7 | 0,4 | 0,2 | 0,5 | 1,5 | 2,7 |

##### En playoffs
| Champion WNBA | Gras/Meilleures performances | [ 27 ] |

| Saison | Équipe    | MJ | M5 | Min  | %T   | %3   | %LF | Rb  | PD  | Int | Ctr | BP  | F   | Pts |
| ------ | --------- | -- | -- | ---- | ---- | ---- | --- | --- | --- | --- | --- | --- | --- | --- |
| 2022   | Las Vegas | 7  | 0  | 7,0  | 31,3 | 35,7 | -   | 0,4 | 0,0 | 0,0 | 0,1 | 0,4 | 0,9 | 2,1 |
| 2023   | Atlanta   | 1  | 0  | 14,3 | 100  | -    | -   | 3,0 | 0,0 | 0,0 | 1,0 | 2,0 | 4,0 | 2,0 |
| Total  | Total     | 8  | 0  | 7,9  | 35,3 | 35,7 | -   | 0,8 | 0,0 | 0,0 | 0,3 | 0,6 | 1,3 | 2,1 |

## Palmarès

### En sélection nationale

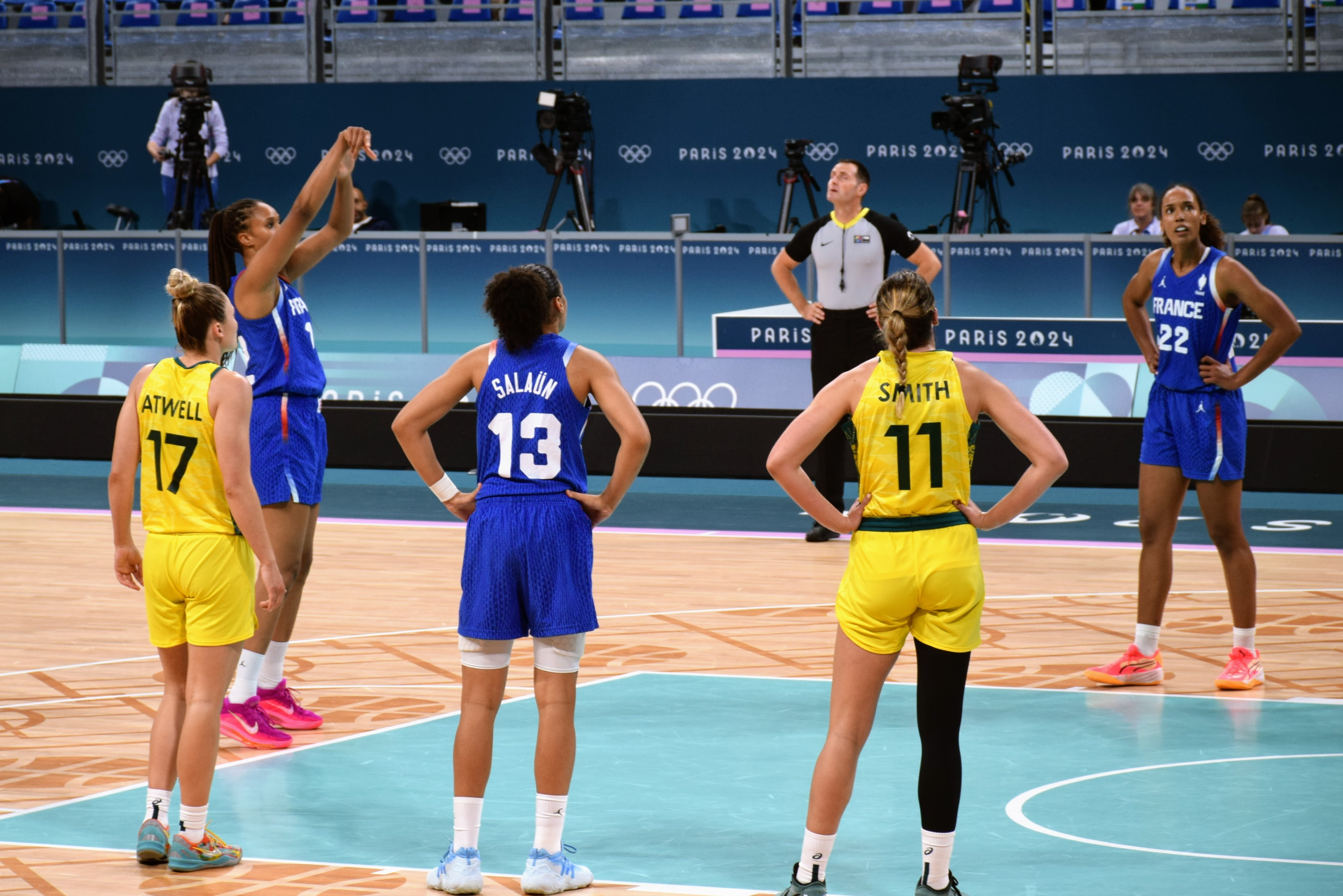
Ruppert au lancer franc aux Jeux olympiques de 2024.

#### Seniors
- Médaille de bronze aux Jeux olympiques d'été de 2020 à Tokyo[28]
- Médaille d'argent au Championnat d'Europe 2019 à Belgrade (Serbie)[29]
- Médaille d'argent au championnat d'Europe 2021 en France et en Espagne
- Médaille de bronze au Championnat d’Europe 2023[30]
- Médaille d'argent aux Jeux olympiques d'été de 2024 à Paris.

#### Jeunes
- Médaille de bronze au Championnat d'Europe des U16 2016[7]
- Médaille d'or au Championnat d'Europe U16 2017[9]
- Médaille d'argent à la Coupe du monde U17 2018[13]

### En club
- Vainqueur de la Coupe de France : 2019[31]
- Vainqueur de l'Eurocoupe : 2021-22[32]
- Championne de France : 2021-2022[21]
- WNBA Commissioner's Cup : 2022[33]
- Vainqueur des Finales WNBA : 2022[34]
- Vainqueur de la Coupe de Turquie : 2025

## Distinctions personnelles

### En sélection nationale
- Meilleure joueuse du Championnat d'Europe U16 2017[9].
- Meilleur cinq de la Coupe du monde U17 2018[13].
- Chevalier de l'ordre national du Mérite (décret du 8 septembre 2021)[35]

### En club
- Meilleure jeune joueuse de l'EuroLigue: saisons 2019-2020[36] et 2020-2021
- Meilleur cing de l'EuroLigue : saison 2024-2025
- Meilleure joueuse du carré final de l’EuroCoupe 2021-2022[20]
- Meilleure jeune joueuse de Ligue féminine 2020-2021
- Meilleure joueuse de Ligue féminine 2021-2022[37]